# Matis
Los Matis son un grupo étnico de Brasil con una población estimada en 390 individuos en 2010 (Funasa).

## Lengua
Hablan la lengua matis (código ISO 639: MPQ) que pertenece a la familia lingüística pano. Casi todos los varonres, sin embargo, también hablan el portugués, lo que les permite comprar y vender en el mercado urbano local. El matis también incluye las lenguas de los kulina, los Matsés y korubos

## Asentamientos

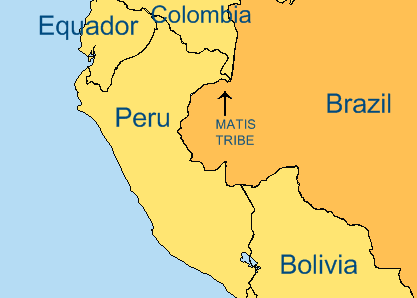
Mapa con la localizaçión de los matis.

Viven en el estado de Amazonas, cerca del río Ituí, cerca de la parte superior del río Coari, un afluente del Ituí, y cerca de la parte central del río Branco, un afluente a la izquierda del Itacoaí. Esta zona se encuentra en el territorio indígena Valle del Javari sobre 8.544.480 hectáreas y reconocida oficialmente en 1999.